# Heinz-Christian Strache
Heinz-Christian Strache (sinh ngày 12 tháng 6 năm 1969) là một chính trị gia Áo làm Phó thủ tướng Áo kể từ năm 2017. Ông cũng là Bộ trưởng Bộ Dịch vụ Dân sự và Thể thao kể từ tháng 1 năm 2018 và Chủ tịch của Đảng Tự do (FPÖ) kể từ tháng 4 năm 2005. Trước đây ông từng là thành viên của Hội đồng quốc gia từ tháng 10 năm 2006 đến tháng 12 năm 2017 và là thành viên của Gemeinderat và Landtag of Vienna (2001-2006).
Vào tháng 5 năm 2019, đoạn phim được phát hành cho thấy Strache, vào năm 2017, cho thấy ông có thể cung cấp các hợp đồng kinh doanh để đổi lấy sự hỗ trợ chính trị từ một người phụ nữ đóng giả là cháu gái của một ông trùm Nga. Video cũng tiết lộ quan điểm của ông về việc biến báo lá cải có lượng phát hành lớn nhất của đất nước, Kronen Zeitung, thành cơ quan ngôn luận của FPÖ. Vào ngày 18 tháng 5 năm 2019, sau sự kiện vụ Ibiza, Strache tuyên bố từ chức Phó thủ tướng Áo, Bộ trưởng và Chủ tịch Đảng Tự do.